# William MacEwen
William MacEwen, né le 22 juin 1848 à Rothesay (Écosse) et mort le 22 mars 1924 est un chirurgien écossais pionnier de la neurochirurgie, de l'orthopédie et de la chirurgie viscérale. Il fut dans l'histoire de la neurologie le premier chirurgien à réussir l'ablation d'un méningiome